# A Tribe Called Quest
A Tribe Called Quest – amerykańska grupa hip-hopowa z lat 90. Należeli do niej Q-Tip, Phife Dawg i DJ Ali Shaheed Muhammad. W 2024 wprowadzona do Rock and Roll Hall of Fame.
Czwarty członek grupy, Jarobi White, rozstał się z nią krótko po wydaniu pierwszego albumu.

## Historia
Q-Tip i Phife wychowali się razem w Queens w Nowym Jorku i spotkali Muhammada w liceum. Nazwa grupy powstała w 1988 roku dzięki grupie The Jungle Brothers, której członkowie uczęszczali do tej samej uczelni. Wkrótce potem grupa zaczęła dawać koncerty i nagrywać utwory w lokalnej wytwórni płytowej.
Po świetnie przyjętym debiucie o tytule People’s Instictive Travels And The Paths Of Rhythm ukazała się druga płyta składu, The Low End Theory. Duży udział miał tam także i Phife Dawg, którego na pierwszym albumie było mało. Płyta ta jest dzisiaj ponadczasowym klasykiem, jednym z najważniejszych dokonań tzw. jazz-rapu.
A Tribe Called Quest stało na czele organizacji Native Tongues w której udzielali się także tacy artyści jak De La Soul, Common, Black Sheep, Mos Def i Talib Kweli, Jungle Brothers czy Queen Latifah. Cechą charakterystyczną NT było ciepłe, jazzowo-soulowe brzmienie podkładów i pozytywna w wymowie warstwa liryczna utworów.
Po The Low End Theory w 1993 roku ukazało się Midnight Marauders, płyta dziś już klasyczna, gdzie gościnnie pojawili się Busta Rhymes, Large Professor i Trugoy. MM do dziś uważane jest za najlepszy album ATCQ. Rok 1996 to Beats, rhymes & life, z dużym udziałem przyrodniego brata Q-Tipa – Consequence’a. Udział w produkcji na tym tytule miał Jay Dee z Detroit. W 1998 ukazała się ostatnia jak dotąd płyta grupy, The Love Movement. Od tamtej pory członkowie A Tribe Called Quest zajmują się karierą solową. Grupa zakończyła swoją karierę 28 czerwca 2018 roku, wraz z teledyskiem The Space Program.
Grupa ta uważana jest za jeden z najbardziej zasłużonych amerykańskich składów hip-hopowych.

## Dyskografia
Albumy studyjne
- People’s Instinctive Travels and the Paths of Rhythm (1990)
- The Low End Theory (1991)
- Midnight Marauders (1993)
- Beats, Rhymes and Life (1996)
- The Love Movement (1998)
- We Got It from Here... Thank You 4 Your Service (2016)

Kompilacje
- Revised Quest for the Seasoned Traveller (1992)
- The Anthology (1999)
- Hits, Rarities & Remixes (2003)
- The Lost Tribes (2006)
- The Best of A Tribe Called Quest (2008)
- Rare and Unreleased Instrumentals Vol. 1 (2010)